# (5350) Epetersen
(5350) Epetersen es un asteroide perteneciente al cinturón de asteroides, descubierto el 3 de abril de 1989 por Eric Walter Elst desde el Observatorio de La Silla, Chile.

## Designación y nombre
Designado provisionalmente como 1989 GL1. Fue nombrado Epetersen en honor al astrónomo amateur danés Erik V. Petersen, ha contribuido a la astronomía a través de su estudio de planetas menores, especialmente de (51) Nemausa. Durante la década 1955 a 1965 utilizó el refractor en el Observatorio de la Universidad de Copenhague para tomar 712 placas, en las que midió 2562 posiciones de planetas menores. Este es el proyecto individual más grande jamás llevado a cabo con ese telescopio. Los datos fueron utilizados internacionalmente, y el trabajo de Petersen recibió un reconocimiento especial en la Asamblea General de la IAU en Praga en 1967.

## Características orbitales
Epetersen está situado a una distancia media del Sol de 2,233 ua, pudiendo alejarse hasta 2,523 ua y acercarse hasta 1,944 ua. Su excentricidad es 0,129 y la inclinación orbital 2,541 grados. Emplea 1219,34 días en completar una órbita alrededor del Sol.

## Características físicas
La magnitud absoluta de Epetersen es 13,2. Tiene 5,974 km de diámetro y su albedo se estima en 0,191. 